# Bryum fugax
Bryum fugax là một loài rêu trong họ Bryaceae. Loài này được Hedw. P. Beauv. mô tả khoa học đầu tiên năm 1801.